# Antonio M. Quirasco
Antonio M. Quirasco är en ort i Mexiko.   Den ligger i kommunen Juan Rodríguez Clara och delstaten Veracruz, i den sydöstra delen av landet, 400 km öster om huvudstaden Mexico City. Antonio M. Quirasco ligger 71 meter över havet och antalet invånare är 129.
Terrängen runt Antonio M. Quirasco är platt. Runt Antonio M. Quirasco är det ganska glesbefolkat, med 27 invånare per kvadratkilometer. Närmaste större samhälle är Juan Rodríguez Clara, 9,7 km sydväst om Antonio M. Quirasco. Omgivningarna runt Antonio M. Quirasco är en mosaik av jordbruksmark och naturlig växtlighet.